# Mi corazón es tuyo
Mi corazón es tuyo (deutsch Mein Herz gehört dir) ist eine mexikanische Telenovela, die von Juan Osorio für Televisa produziert wurde. Die Telenovela basiert auf der spanischen Fernsehserie Ana y los 7 von Ana García Obregón. Die Telenovela wurde am 30. Juni 2014 auf dem Fernsehsender Las Estrellas uraufgeführt.

## Handlung
Fernando Lascurain ist ein wohlhabender Geschäftsmann und jüngster Witwer, der versucht, seine sieben widerspenstigen Kinder großzuziehen. Er sucht die Hilfe eines neuen Kindermädchens. Er engagiert und verliebt sich in Ana Leal, eine kämpfende exotische Tänzerin, die versucht, ihr Doppelleben zu verbergen. Obwohl es Ana an Erfahrung und einer verfeinerten Ausbildung mangelt, verbindet sie sich schnell mit den Lascurain-Kindern. Ana träumt davon, Mutter zu sein, aber wenn ihr Haus nach einem Unfall zerstört wird, muss sie sich Geld von ihrem rücksichtslosen Chef in „Chicago“ leihen, dem Nachtclub, in dem sie heimlich beschäftigt ist. Als Fernando sich gleichzeitig in Ana und Isabela verliebt, eine Wirtschaftswissenschaftlerin und hoch entwickelte Frau, die von ihrer Mutter ausgebildet wird, um einen Millionär zu heiraten, muss er sich zwischen beiden Frauen entscheiden.

## Besetzung
| Schauspieler       | Rolle                             |
| ------------------ | --------------------------------- |
| Silvia Navarro     | Ana Leal                          |
| Jorge Salinas      | Fernando Lascuráin                |
| Mayrín Villanueva  | Isabela Vázquez De Castro         |
| Pablo Montero      | Diego Lascuráin                   |
| Jorge Aravena      | Ángel Altamirano                  |
| Adrián Uribe       | Juan „Johnny“ Gutiérrez           |
| Paulina Goto       | Estefanía „Fanny“ Lascuráin Diez  |
| Carmen Salinas     | Yolanda De Castro Vázquez         |
| Fabiola Campomanes | Jennifer Rodríguez                |
| Rafael Inclán      | Nicolás Lascuráin                 |
| Polo Morín         | Fernando „Nando“ Lascuráin Diez   |
| Daniela Romo       |                                   |
| Marco Corleone     | Mike                              |
| Juan Pablo Gil     | León González                     |
| René Casados       | Bruno Romero                      |
| Lisardo Guarinos   | Enrique Basurto                   |
| Karla Gómez        | Estefanía Diez de Lascuráin       |
| Emilio Osorio      | Sebastián Lascuráin Diez          |
| Daniela Cordero    | Ximena Luján Landeros             |
| Beatriz Morayra    | Manuela                           |
| Isidora Vives      | Alicia Lascuráin Diez             |
| José Pablo Alanís  | Guillermo „Guille“ Lascuráin Diez |
| Manuel Alanís      | Alejandro „Alex“ Lascuráin Diez   |
| Isabella Tena      | Luz Lascuráin Diez                |
| Ana García Obregón |                                   |
| Karla Farfán       | Laura                             |